# 魏明谷
魏 明谷（ぎ めいこく、ウェイ ミングー、1963年〈民国52年〉3月18日 - ）は、中華民国（台湾）の政治家。総統府国策顧問。民主進歩党所属の元立法委員。元彰化県長。

## 経歴
1994年の彰化県議員選挙に30歳で初当選した。その後再選され2期務めた。
2001年の第5回立法委員選挙で彰化県選挙区から出馬し、初当選。2004年の第6回立法委員選挙でも再選された。
2008年の第7回立法委員選挙には立候補せず、2012年の第8回立法委員選挙では、彰化県第四選挙区から出馬し当選した。
2014年11月25日、彰化県長選挙に出馬するため、基隆県長選挙に出馬する林佳龍と同時に立法院を辞職し、同年11月29日の選挙の結果、国民党の候補に10万票以上の票差をつけて当選した。
2018年の彰化県長選挙に再選を目指して出馬したが、国民党候補に敗れ落選した。

## 立法委員
1979年に彰化県と台中市を中心にカネミ油症事件が発生し、2000人以上がポリ塩化ビフェニル中毒に苦しんだ事件に関して、油症が国民健康保険の対象外であることを問題視し、同じ彰化県生まれの立法委員である林淑芬とともに日本の法律を参考にした被害者救済法の成立に尽力した。

## 彰化県長
県長時代にグリーンエネルギーを推進し、彰化県の工業区に台湾最大の太陽光発電所を建設し、台湾で最も広い浅海を持つ彰化県の特色を利用した1000基の洋上風力発電を設置。台湾の代替エネルギー建設に寄与した。

## 選挙記録
| 年度 | 選挙                 | 選挙区           | 所属政党   | 得票数  | 得票率 | 当選 | 注釈 |
| ---- | -------------------- | ---------------- | ---------- | ------- | ------ | ---- | ---- |
| 1994 | 第13回彰化県議員選挙 | 第四選挙区       | 民主進歩党 |         |        |      |      |
| 1998 | 第14回彰化県議員選挙 | 第四選挙区       | 民主進歩党 | 9,406   | 9.88%  |      |      |
| 2001 | 第5回立法委員選挙    | 彰化県選挙区     | 民主進歩党 | 55,559  | 9.04%  |      |      |
| 2004 | 第6回立法委員選挙    | 彰化県選挙区     | 民主進歩党 | 35,003  | 5.44%  |      |      |
| 2012 | 第8回立法委員選挙    | 彰化県第四選挙区 | 民主進歩党 | 92,085  | 50.24% |      |      |
| 2014 | 第17回彰化県長選挙   | 彰化県           | 民主進歩党 | 386,405 | 53.71% |      |      |
| 2018 | 第18回彰化県長選挙   | 彰化県           | 民主進歩党 | 283,269 | 39.87% |      |      |